# Canada Life Re
Die Canada Life Reinsurance Company, in der Regel als Canada Life Re abgekürzt, ist ein global tätiges Rückversicherungsunternehmen mit Hauptsitz im US-amerikanischen Blue Bell. Das zum Finanzdienstleistungskonzern Great-West Lifeco gehörende Unternehmen wurde 1989 gegründet und fokussiert sich auf Lebensrückversicherungslösungen, ist aber auch im Nichtlebensrückversicherungsbereich tätig. Es gehört zu den zehn größten Rückversicherern weltweit.

## Hintergrund
Canada Life Re nahm 1989 als Tochter des zu Great-West Lifeco gehörenden kanadischen Versicherungsunternehmens Canada Life den Betrieb auf. Die Gesellschaft expandierte global und vertreibt ihre Lebensrückversicherungslösungen über ihre regionalen Unternehmenssitze in Blue Bell für die Vereinigten Staaten, in Toronto für Kanada und in Dublin für Europa; zudem ist sie mit speziellen Risikoträgern an den typischen Rückversicherungsstandorten Bermuda und Barbados vertreten. Über die Tochtergesellschaft London Reinsurance Group werden Nichtlebensrisiken gezeichnet.
Rund um das Jahr 2020 machte Canada Life Re mit mehreren hochvolumigen Transaktionen auf sich aufmerksam, bei denen Langlebigkeitsrisiken von niederländischen Versicherern in Milliardenhöhe übernommen wurden: Dies betraf 2019 AEGON, 2020 die NN Group und 2021 den niederländischen Arm der Athora.